# Ole Scheeren
Ole Scheeren (Karlsruhe, 1971) is een Duits architect.

## Carrière
Voor 1995 werkte Scheeren voor architectenbureaus in Duitsland. Ook werkte hij samen met 2x4, een grafische ontwerpstudio in New York en was hij betrokken bij een groot aantal projecten met zijn eigen studio in het Verenigd Koninkrijk. Hij was tevens betrokken bij een aantal kunstprojecten en -exposities, waaronder Cities on the Move in Londen en Bangkok, Media City Seoel en het International Film Festival Rotterdam. Hij schrijft en geeft lezingen op regelmatige basis. Scheeren studeerde aan de Universiteit van Lausanne en de Universiteit van Karlsruhe en is daarnaast ook afgestudeerd aan de Architectural Association School in Londen en ontving een RIBA Zilveren Medaille.
Ole Scheeren voegde zich bij Rem Koolhaas en OMA in 1995 en werd partner in 2002. Scheeren was directeur van het kantoor in Peking. Hij voerde de leiding van OMA's grootste project tot nu toe: hij leidt het ontwerp en de constructie van de CCTV-toren en het Television Cultural Center TVCC in Peking. Scheeren was verantwoordelijk voor OMA's werk in Azië, inclusief het Beijing Books Building, het nog te bouwen Prada Epicenter in Shanghai en een woontoren in Singapore. Vanaf 1999 leidde hij OMA's werk voor Prada en werkte daarom aan de Prada Epicenters in New York en Los Angeles. Hij leidde vele andere projecten, waaronder het Los Angeles County Museum of Art en een wedstrijd voor het masterplan van Penang Island.
Scheeren verliet OMA begin 2010 om zijn eigen bureau op te zetten.
Naast zijn werk als architect was hij ook werkzaam aan de universiteit van Hong Kong.